# Concattedrale di Nusco
La concattedrale di Sant'Amato è il duomo di Nusco.

## Storia
La concattedrale era originariamente dedicata a Santo Stefano dal suo fondatore sant'Amato, primo vescovo dell'antica diocesi di Nusco e patrono della città. Fu cattedrale della diocesi fino al 1986, quando le diocesi di Sant'Angelo dei Lombardi, Conza, Nusco e Bisaccia furono accorpate.

## Descrizione
La concattedrale presenta una maestosa facciata di stile composito, costituita da grossi massi di pietra locale, debitamente squadrati e sistemati in epoche diverse nel rispetto del progetto originario. Sul lato nord sorge la torre dell'orologio (1891), mentre su quello a mezzogiorno si nota una lunga scritta del 1521; a fianco all'ingresso vi è il Campanile (alto 33 m). L'antico portale (1548), di stile rinascimentale e finemente lavorato, fu tolto nel 1886 per essere adattato sulla facciata della chiesa di Sant'Antonio fuori le mura.

### L'interno
L'interno della Cattedrale, a tre navate con cappelle laterali e presbiterio e coro sopraelevati, fu spesso riattato; il suo aspetto attuale, comunque, è tipicamente settecentesco.

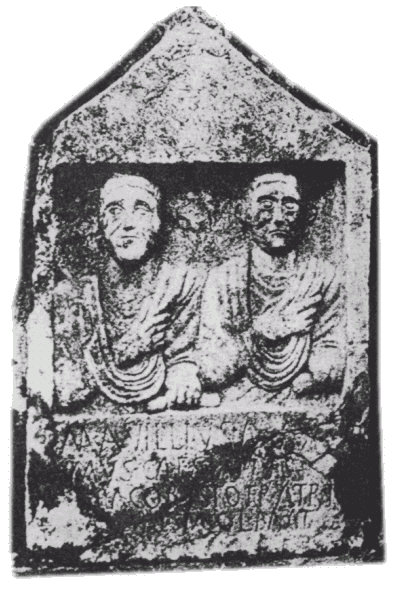
Edicola funeraria

La volta del coro è decorata da affreschi settecenteschi firmati da Filippo Pennino, scultore italiano vissuto a Palermo, a cui si devono alcune opere situate in Sicilia. le due cappelle laterali, invece, accolgono una statua di marmo di santo Stefano risalente al 1802 e un Calvario, opera di G. Leonetti, di epoca posteriore. Pure di F. Pennino è l'immagine di Sant'Amato dipinta sul trono che, con la sedia vescovile, in legno intagliato e dorato, è un'autentica opera d'arte del Settecento. A parte alcuni bassorilievi in marmo o in legno e, in particolare, un ciborio di stile rinascimentale, sparsi un po' dovunque, in altre cappelle si trovano alcune interessanti tele di autori quali: la Madonna del Rosario di A. D'Asti, del 1721, restaurata nel secolo scorso, e altrettanti dipinti di M. Foschini, entrambi allievi del Solimena. Sono poi sistemate lungo i pilastri della navata centrale le non disprezzabili tele della via Crucis, del 1741, firmate da Domenico Oranges, pittore italiano ed esponente della scuola cosentina del XVIII secolo, mentre alcune preziose statue d'argento, oggetti sacri e pezzi d'oreficeria, oltre ai ricchi paramenti sacri, quali le antiche piante, si trovano conservate nella stanza del tesoro della cattedrale. Alcune tele, infine, di un certo valore artistico, sono reperibili nell'episcopio. Nell'archivio della cattedrale è conservata la cosiddetta Chartula Iudicati, con la quale Sant'Amato lasciò tutti i suoi averi all'allora neonata diocesi di Nusco.

### La cripta
La cripta, di stile romanico di transizione, probabilmente del secolo XIII, con volte a crociera e arcate a sesto acuto ribassato poggianti su sette grosse colonne, oggi quasi tutte coperte di stucco, il loro fusto è corto e se in alcune c'è un capitello a foglie acanto stilizzate, sormontato da un abaco molto spesso, in altre, invece, c'è solo l'abaco o solo il capitello. Sempre nella cripta vi sono poi alcuni affreschi settecenteschi raffiguranti numerosi vescovi nuscani. La comunicazione con la parte superiore è data da un'ampia scala. La parte sotterranea era anche adibita al seppellimento dei corpi: sotto la navata laterale di sinistra, infatti, erano situate tombe gentilizie, mentre sotto quella centrale e laterale destra vi erano tombe comuni.
La parte interna della cattedrale accoglie, inoltre, un Pulpito ligneo dei Seicento, ottimamente lavorato, su cui si notano altorilievi e bassorilievi raffiguranti vari santi e simboli sacri; vi sono, poi, quattro mausolei per altrettanti vescovi.

#### La scoperta più recente: il Presepe
Attorno al 2004 nella cripta della cattedrale è stato rinvenuto un presepe, collocato in una piccola zona nascosta da quella più nota che ospita il sepolcro del santo patrono. Questa stanza era celata perché era stata murata e possedeva soltanto una finestrella situata ad un metro e mezzo dal pavimento da cui passava l'aria; da questo spiraglio si poteva intravedere la figura di una donna distesa, che gli storici avevano in un primo momento identificato con la statua sarcofago di una principessa nuscana, Ilaria di Gianvilla. Durante il restauro della cattedrale il muro venne abbattuto, permettendo di riconoscere la scena della natività con la Madonna partoriente che costituisce un unicum per qualità e per tipologia di raffigurazione, dal momento che non vi sono statue simili in Irpinia. La Donna è infatti rappresentata in posizione sepolcrale, giacente sul dorso, mentre è intenta ad accarezzarsi il ventre gonfio con un'espressione serena in volto nonostante l'imminenza del parto. Oltre all'immagine della Madonna, nella cripta è stata rinvenuta la figura di san Giuseppe, nella tipica rappresentazione di uomo accovacciato. Le pareti sono adornate dai misteri della natività del Cristo raffigurati ad affresco.

## Curiosità

### I furti in cattedrale
La notte del 28 maggio 1705, alcuni ladri derubarono il tesoro della Cattedrale che si trovava in una stanza della soffitta, dove ora è posta l'attuale cappella dell'Addolorata. I ladri furono condannati, ma non si riuscì a recuperare la refurtiva. 
La notte tra il 22 e il 23 maggio 1974, invece, avvenne un furto altrettanto grave: alcuni ladri non identificati, oltre a rubare la croce, il pettorale e l'anello della statua di sant'Amato dormiente, violarono la cassetta di rame che conteneva le ossa del santo. 

### Lo schiaffo in cattedrale
L'arcivescovo di Benevento Vincenzo Maria Orsini, divenuto papa nel 1724, nominò vescovo di Nusco l'amico Niccolò Tupputi, il quale tuttavia si mostrò indegno, causando  svariate difficoltà. Il 20 marzo 1729, in occasione dell'investitura data a due canonici, ebbe luogo un tumulto provocato dai sacerdoti extra-capitolari sostenuti dal popolo. Il sindaco Arcadio Bicchetti, nel tentativo di mettere fine a quella grande confusione, ricevette uno schiaffo dal vescovo di Nusco e i fatti vennero documentati da un atto pubblico  stipulato dal notaio Michele Natale. In seguito uno dei presenti, Onofrio Delli Gatti, afferrò il vescovo per il laccio della croce pettorale e lo trascinò sul pavimento del presbiterio; il prelato riuscì a mettersi in salvo grazie a un passaggio che collegava la cattedrale all'episcopio. Lo scompiglio terminò con un incendio causato da alcune donne e il mattino seguente Tupputi lasciò Nusco per dirigersi a Montella, dove rimase per più di una settimana. Successivamente, partì per Napoli e per Benevento, scomunicando il popolo di Nusco, per poi ritornare nel paesino solo successivamente, quando il sindaco Bicchetti si era già presentato al cospetto di Benedetto XIII per informarlo dello schiaffo ricevuto. Il Preside della Provincia approfondì le indagini sui fatti, arrivando a un provvedimento lieve nei confronti di Niccolò Tupputi che si concretizzò in una somma di denaro datagli per essere spesa e unicamente e prontamente in lavori per la cattedrale.